# Zalmopsylla platnicki
Zalmopsylla platnicki is een hooiwagen uit de familie Icaleptidae.